# Wikno (Nidzica)
Wikno (deutsch Wickno, 1938 bis 1945 Wickenau) ist ein kleiner Ort in der polnischen Woiwodschaft Ermland-Masuren und gehört zur Gmina Nidzica (Stadt- und Landgemeinde Neidenburg) im Powiat Nidzicki (Kreis Neidenburg).

## Lage
Wikno liegt am Westufer des Omulef-Sees (polnisch Jezioro Omulew) im Südwesten der Woiwodschaft Ermland-Masuren, 15 Kilometer nördlich der Kreisstadt Nidzica (deutsch Neidenburg).

## Geschichte
Wickno bestand ursprünglich aus mehreren kleinen Gehöften und war bis 1945 ein Wohnplatz in der Gemeinde Jablonken (1938 bis 1945 Seehag, polnisch Jabłonka) im ostpreußischen Kreis Neidenburg. Im Jahre 1959 waren 159 Einwohner gemeldet. Am 3. Juni – amtlich bestätigt am 16. Juli – 1938 wurde Wickno aus politisch-ideologischen Gründen der Abwehr fremdländisch klingender Ortsnamen in „Wickenau“ umbenannt.
Nach der Überstellung des gesamten südlichen Ostpreußen 1945 in Kriegsfolge an Polen erhielt Wickenau die polnische Namensform „Wikno“. Der Ort ist heute Sitz eines Schulzenamts (polnisch Sołectwo) und somit einer Ortschaft im Verbund der Gmina Nidzica (Stadt- und Landgemeinde Neidenburg) im Powiat Nidzicki (Kreis Neidenburg), bis 1998 der Woiwodschaft Olsztyn, seither der Woiwodschaft Ermland-Masuren zugehörig.
Bis 1945 war Wickno/Wickenau in die evangelische Kirche Lahna in der Kirchenprovinz Ostpreußen der Kirche der Altpreußischen Union sowie in die römisch-katholische Kirche Neidenburg im Bistum Ermland eingepfarrt. Heute sind beide Konfessionen nach Jabłonka ausgerichtet – jeweils zu einer Filialkirche: der evangelischen Pfarrei Nidzica in der Diözese Masuren der Evangelisch-Augsburgischen Kirche in Polen bzw. der römisch-katholischen Pfarrei Łyna im jetzigen Erzbistum Ermland.

## Infrastruktur
Wikno liegt an einer Nebenstraße, die bei Napiwoda (Grünfließ) von der Woiwodschaftsstraße 545 abzweigt und über Wilczyce (Wolfsgarten) nach Jabłonka (Jablonken/Seehag) und weiter bis zur Landesstraße 58 führt. Eine Anbindung an den Bahnverkehr existiert nicht.